# Équipe des Bahamas masculine de volley-ball
Cet article traite de l'équipe masculine. Pour l'équipe féminine, voir Équipe des Bahamas féminine de volley-ball.
L'équipe des Bahamas de volley-ball est composée des meilleurs joueurs bahaméens sélectionnés par la Fédération Bahaméenne de Volleyball (Bahamas Volleyball Association, BVA). Elle est actuellement classée à la 55e place par la FIVB au 4 janvier 2012.

## Sélection actuelle
Sélection pour les qualifications aux Championnats du monde 2010.

Entraîneur :  Raymond Wilson ; entraîneur-adjoint :  Devince Smith

## Palmarès et parcours

### Palmarès
Néant.

### Parcours

#### Jeux Pan-Américains
| - 1955 : non participant - 1959 : non participant - 1963 : non participant - 1967 : 9e - 1971 : 12e - 1975 : 8e - 1979 : non participant - 1983 : non participant - 1987 : non participant - 1991 : non participant | - 1995 : non participant - 1999 : non participant - 2003 : non participant - 2007 : non participant |

#### Championnat d'Amérique du Nord
| - 1969 : Non qualifié - 1971 : Non qualifié - 1973 : Non qualifié - 1975 : Non qualifié - 1977 : Non qualifié - 1979 : Non qualifié - 1981 : Non qualifié - 1983 : Non qualifié - 1985 : Non qualifié - 1987 : Non qualifié | - 1989 : Non qualifié - 1991 : Non qualifié - 1993 : Non qualifié - 1995 : Non qualifié - 1997 : Non qualifié - 1999 : Non qualifié - 2001 : Non qualifié - 2003 : Non qualifié - 2005 : Non qualifié - 2007 : Non qualifié | - 2009 : Non qualifié - 2011 : Non qualifié - 2013 : 7e |

#### Coupe Pan-Américaines
| - 2006 : Non participant - 2007 : Non participant - 2008 : Non participant - 2009 : Non participant - 2010 : Non participant - 2011 : 9e - 2012 : Non participant - 2013 : Non participant |